# 中国左翼作家联盟
中国左翼作家联盟，简称左联，是1930年至1935年间，在中国共产党领导下的左翼作家的不公开地下组织。中國共產黨成立此一文学组织，目的是与中国国民党争取宣传阵地，吸引广大民众支持其思想。左联的旗帜人物是鲁迅，黨團書記是周扬。左联也是中国左翼文化界总同盟的团体成员。

## 历史
1930年3月2日下午2时左右，中国左翼作家联盟成立大会在上海虹口窦乐安路201弄1号中华艺术大学举行。在中国共产党促進下，中國左翼作家聯盟在上海成立。冯乃超、华汉、郁达夫、田汉、沈端先、潘汉年、周全平、洪灵菲、钱杏邨、鲁迅、蒋光慈、柔石、林伯渠等50余人与会。在成立大会上，鲁迅发表了《对于左翼作家联盟的意见》，提出“我们应当造出大群的新战士”作为战略任务。”阳翰笙代表党组织发表总结性讲话：“国民党反动派正加紧白色恐怖和反革命围剿，镇压革命力量。我们要加强队伍的团结……文艺工作者深入到工农中去，到劳动人民中去。这也是中央和省委的意图……帮助党在那里做好宣传工作，还要增加对工人的了解。”成立大会专门建立了“马克思主义文艺理论研究会”，以进行马克思主义文艺理论的翻译和阐释，并且确立马克思主义的艺术理论及批评理论。
左聯成為中國左翼文藝界ㄧ個集中組織。左聯勢力主要是「語絲」魯迅、文學研究會「小說月報」茅盾等人停止混亂的內鬥，矛頭一致轉向對「新月派」如胡適、徐志摩、梁實秋為首的「資產階級代言人」，以及支持蒋介石的“民族主义文学”、“三民主义文学”進行筆戰。
阳翰笙代表左联党团组织与宣侠父达成协定：开办“左联”书局——湖风书局，开办资金与经营管理由宣侠父负责，编辑事宜由“左联”负责。地址为上海英租界七浦路。“左联”公开杂志《北斗》、“左联”与“文总”合办内刊《文学导报》。
左联催生了丁玲、张天翼、沙汀、艾芜、叶紫、蒋牧良、彭家煌、周文、萧军、萧红、葛琴、吴组缃、罗淑、白薇、师陀、谢冰莹等一批左翼文学新人。
1932年，为反击“文化围剿”，阳翰笙与田汉等“文总”各团体负责人共同筹划，抽调金山、赵丹等“剧协”成员，聂耳、吕骥、贺绿汀等音乐人开辟电影战线，拍摄进步电影，成为左翼文化运动的重心。阳翰笙代表“文总”党团组织着力培养聂耳、王莹、陈波儿等青年艺术工作者入党，成为进步电影骨干。左翼电影战线逐步控制了明星、联华、艺华、电通、天一等电影公司。
直到解散前，左聯已為共產革命思想創造極大同情，此一勝利促使了大部分中國作家的左傾與把五四以來自由心靈帶上為政治革命服務的道路。左聯的解散，一是表示中國共產黨與中國國民黨的政治妥協，二是「中國文學家的集體抗日救國」到了最後階段，亡國滅種的現實使國民黨終於在1937年七七事變發出全國對日八年抗戰。
1935年2月，上海文委领导成员遭到大逮捕，2月19日晨，阳翰笙在南京的家里被国民党抓捕，同田汉等一起被投入南京老虎桥监狱。只有周扬和夏衍幸免。左联与文委失去了与中共中央的联系。1935年11月，《密勒氏评论报》记者史沫特莱接到了左联驻国际革命作家联盟代表萧三的信，在内山书店将这封信转交给鲁迅；鲁迅将信通过左联行政书记胡风、左联组织部长及党团成员王尧山，辗转交给当时左联的党团书记周扬。信中，箫三猛烈抨击了左联的宗派主义与关门主义现状：

左联内部工作许多表现，也绝不似一个文学团体和作家的组织，不是教育作家，吸引文人到反帝反复古之联合战线方面来的组织，而是一个政党，简单说，就是共产党！一般人也认为左联便是共产党。加入左联便要砍头  ――  这在文人是要想一下子才能决定的呵。”
“取消左联，发宣言解散它，另外发起、组织一个广大的文学团体。”

解散左联的目的，是为了扩大文艺界的联合战线，这和共产国际七大和《八一宣言》的新政策是一致的。上海文委一接到箫三的指示信，“毫不迟疑地决定解散左联和文委所属各联（社联、剧联、美联等），另行组织更广泛的文化、文艺团体”，即中国文艺家协会，“凡是主张抗日救亡的文艺工作者都可以参加”。鲁迅赞成组建更广泛的文艺界抗日统一战线组织，但坚决不同意周扬、夏衍解散左联。解散左联的事只好被暂时搁置起来。胡乔木作为新任的中国左翼文化界总同盟（“文总”）党团书记，认为要成立的文艺界统一战线团体是群众团体，左联也是群众团体。在一个群众团体里面秘密存在另一个群众团体，就会造成宗派主义，这不好，而且会使左联具有第二党的性质，更不好。最终鲁迅同意解散左联，但要求发表一个公开声明，否则“无声无息地解散，则会被社会上认为我们经不起国民党的压迫，自行溃散了”。
1935年12月17日，长征后的中共中央在陕北举行瓦窑堡会议，决定建立抗日民族统一战线。
1936年春，为了建立文艺界抗日民族统一战线，在莫斯科的中共中央代表王明、康生通过萧三指示解散左联；鲁迅和茅盾曾对左联的解散表示强烈不满，认为这是对资产阶级的示弱和溃散，并由此加大了对左联实际掌控人、左联中共书记周扬的不满，由此引发了“国防文学”和“民族革命战争的大众文学”之争。
1936年4月，日本改造社社长山本在上海采访鲁迅，问及左联情况时，鲁迅说：“我本来也是左联的一员，但是这个团体的下落我现在也不知道了。”这次采访内容随后在《改造》期刊公开发表。鲁迅拒绝加入1936年6月7日成立的中国文艺家协会，另外发表了《中国文艺工作者宣言》。鲁迅写信称“好在现在旧团体已不存在，新的呢，我没有加入，不再会因我而引起一点纠纷。我希望这已是我最后的一封信，旧公事全都从此结束了。”

## 主要成员名单
| - 鲁迅 - 茅盾 - 郭沫若 - 阿英 - 田汉 - 郑伯奇 - 洪灵菲 - 戴平万 - 蒋光慈 - 艾芜 - 王任叔 - 陈荒煤 | - 戴望舒 - 端木蕻良 - 冯铿 - 关露 - 胡风 - 胡也频 - 李伟森 - 楼适夷 - 柔石 - 沙汀 - 谢冰莹 - 徐懋庸 | - 阳翰笙 - 叶以群 - 殷夫 - 于伶 - 郁达夫 - 张天翼 - 周文 - 周扬(黨團書記) - 丁玲 - 夏衍 - 冯乃超 - 马加 | - 马子华 - 王志之 - 王余杞 - 王西彦 - 方土人 - 方之中 - 丘东平 - 叶灵凤 - 叶紫 - 田间 - 白薇 - 任白戈 | - 任钧 - 许幸之 - 孙席珍 - 杨骚 - 杨刚 - 李辉英 - 丽尼 - 邱韵铎 - 何家槐 - 林淡秋 - 欧阳山 - 周立波 | - 周而复 - 草明 - 柏山 - 洪深 - 聂绀弩 - 夏征农 - 陶晶孙 - 萧三 - 舒群 - 蒲风 - 雷石榆 - 穆木天 |

### 引用
1. 1 2  陳鐵健、黃道炫著，《蔣介石與中國文化》，香港：中華書局，1992年4月，第144頁